# Infanterie-Regiment „Prinz Louis Ferdinand von Preußen“ (2. Magdeburgisches) Nr. 27
Das Infanterie-Regiment „Prinz Louis Ferdinand von Preußen“ (2. Magdeburgisches) Nr. 27 war ein Infanterieverband der Preußischen Armee.

## Geschichte
Der Verband wurde am 7. März 1815 als 27. Infanterie-Regiment gegründet und führte für einige Jahre vom 5. November 1816 bis zum 9. März 1823 die Bezeichnung 27. Infanterie-Regiment (2. Magdeburgisches). Im Zuge der Heereserweiterung wurde es am 4. Juli 1860 in 2. Magdeburgisches Infanterie-Regiment Nr. 27 umbenannt. Eine letzte Veränderung trat am 27. Januar 1889 in Kraft, als Kaiser Wilhelm II. den Verband in Infanterie-Regiment „Prinz Louis Ferdinand von Preußen“ (2. Magdeburgisches) Nr. 27 umbenannte.
Von 1820 bis 1914 war das Regiment dem IV. Armee-Korps unterstellt und gehörte während dieser Zeit zur 7. Division. Bis 1851 gehörte es zur 7. Infanterie-Brigade und die restliche Zeit zur 14. Infanterie-Brigade.
Das Regiment wurde aus der 9. und 10. Kompanie des Ausländischen freiwilligen Jägerkorps „von Reiche“ von Ludwig von Reiche, der 11. und 12. Kompanie des Hellwigschen Freikorps von Friedrich von Hellwig errichtet. 1859 fanden starke Abgaben statt, unter anderem an das 59. Infanterie-Regiment.
Am 27. September 1866 wurden die 12., die 13. und die 14. Kompanie an das Infanterie-Regiment Nr. 79 abgegeben. Weitere Abgaben waren die 3. Kompanie 1881 an das Infanterie-Regiment Nr. 98, die 10. Kompanie 1887 an das Infanterie-Regiment Nr. 136 und das IV. Bataillon 1897 an das Infanterie-Regiment Nr. 152.
Kragen und Schulterklappe waren rot, die Aufschläge hellblau, die Patte dunkelblau und die Regimentsnummer gelb.

## Standorte
Standorte waren Frankfurt (Oder), Soldin, Königsberg in der Neumark (1816/17); Magdeburg (1817 bis 1865, daneben Torgau [1817/18], Burg [1819 bis 1821], Wittenberg [1830 bis 1837, 1844 bis 1853, 1857 bis 1860], Baden [1849/50] und Halberstadt [1860 bis 1865]), Halle an der Saale und Magdeburg (1865), Magdeburg (1866 bis 1893, daneben Burg [1866], Halberstadt [1867], Burg [1868 bis 1871], Wittenberg [1872] und Halberstadt [1873 bis 1893]) sowie Halberstadt (1893).

### Befreiungskriege
Das Regiments nahm nach seiner Neuformation am Sommerfeldzug von 1815 teil. Er kämpfte bei Ligny um das Dorf Tongrines, dabei verlor es 14 Offiziere und 210 Mann. Bei Wavre fielen nochmal 13 Offiziere und 394 Mann. Ferner nahm es an der Belagerung von Saarlouis teil.

### Badische Revolution
Während der Niederschlagung der Badischen Revolution nahm das Füsilier-Bataillon 1849 an den Gefechten bei Ubstadt, Durlach und Michelbach teil.

### Deutscher Krieg
Im Deutschen Krieg von 1866 war es Teil der 7. Infanterie-Division der 1. Armee. Es kämpfte in der Schlacht bei Königgrätz im Wald bei Swiep bei Benatek und Maslowed mit dem  Infanterie-Regiment Nr. 26. Es verlor dabei 25 Offiziere und 444 Mannschaften. Anschließend kämpfte es noch bei Preßburg. Bei den Kämpfen erwarben sich der Oberst von Zychlinski und der Hauptmann von Buddenbrock den Orden Pour le Mérite.

### Deutsch-Französischer Krieg
1870 war es im Deutsch-Französischen Krieg eingesetzt.

### Erster Weltkrieg
Am 2. August 1914 wurde das Regiment wurde gemäß dem Mobilmachungsplan mobilisiert. Neben dem ins Feld rückende Regiment stellte es ein Ersatzbataillon zu vier Kompanien sowie zwei Rekruten-Depots auf. Am 2. September 1918 erhielt das Regiment eine eigene Minenwerfer-Kompanie, die aus Teilen der Minenwerfer-Kompanie Nr. 113 gebildet wurde.

## Regimentschef
Am 17. Oktober 1836 ernannte König Friedrich Wilhelm III. den General der Infanterie und späteren Generalfeldmarschall Karl von Müffling genannt Weiß zum Regimentschef. Nach dessen Tod erhielt am 10. September 1853 Wilhelm von Radziwill diese Stellung und ihm folgte am 25. September 1875 Hermann von Tresckow. Zuletzt hatte Erzherzog Leopold Salvator von Österreich-Toskana seit dem 7. September 1908 diese Würde inne.

## Kommandeure
| Dienstgrad                  | Name                                  | Datum                                                              |
| --------------------------- | ------------------------------------- | ------------------------------------------------------------------ |
| Oberstleutnant/Oberst       | Georg Ferdinand Plesmann              | 31. März 1815 bis 20. Februar 1817                                 |
| Oberstleutnant              | Heinrich von Bünau                    | 27. Februar bis 24. April 1817 (mit der Führung beauftragt)        |
| Oberstleutnant/Oberst       | Heinrich von Bünau                    | 25. April 1817 bis 29. März 1831                                   |
| Oberstleutnant              | Otto von Hugo                         | 30. März bis 23. Dezember 1832 (mit der Führung beauftragt)        |
| Oberstleutnant/Oberst       | Otto von Hugo                         | 24. Dezember 1832 bis 7. Juni 1834                                 |
| Oberst                      | Philipp August von Maltitz            | 30. März 1835 (ad Interim), 30. März 1836 bis 3. Juli 1837         |
| Oberst                      | Ludwig von Corvin-Wiersbitzky         | 1837                                                               |
| Oberst                      | Ferdinand von Münchow                 | 1842                                                               |
| Oberst                      | Ferdinand von Goetze                  | 13. April 1848 (ad Interim), 7. Mai 1848 bis 15. April 1852        |
| Oberst                      | Ferdinand von Bialcke                 | 15. April 1852 bis 25. April 1854                                  |
| Oberstleutnant/Oberst       | Louis von Gersdorff                   | 04. Mai 1854 bis 7. Mai 1857                                       |
| Oberst                      | Julius von Rieben                     | 1857                                                               |
| Oberst                      | Hermann von Tresckow                  | 1860                                                               |
| Oberst                      | Julius von Treskow                    | 25. Juni 1864 bis 3. April 1866                                    |
|                             | Franz von Zychlinski                  | 1866                                                               |
|                             | Karl von Pressentin                   | 14. Juli 1870 bis 14. September 1874                               |
| Oberst                      | Hermann von Schmeling                 | 18. Juli bis 14. September 1874 (zur Vertretung kommandiert)       |
| Oberst                      | Hermann von Schmeling                 | 15. September 1874 bis 13. Mai 1880                                |
|                             | Albert von Bülow                      | 1880                                                               |
| Oberstleutnant              | Oskar von Tippelskirch                | 16. Mai bis 13. Juli 1885 (mit der Führung beauftragt)             |
| Oberst                      | Oskar von Tippelskirch                | 14. Juli 1885 bis 10. Oktober 1888                                 |
| Oberstleutnant              | Ferdinand Haberland                   | 11. Oktober bis 12. November 1888 (mit der Führung beauftragt)     |
| Oberst                      | Ferdinand Haberland                   | 13. November 1888 bis 15. Juni 1891                                |
| Oberst                      | Karl von Barby                        | 16. Juli 1891 bis 16. November 1892                                |
| Oberstleutnant              | Louis von Stephani                    | 17. November 1892 bis 26. Januar 1893 (mit der Führung beauftragt) |
| Oberst                      | Louis von Stephani                    | 27. Januar 1893 bis 18. April 1896                                 |
| Oberst                      | Otto von Sack                         | 19. April 1896 bis 4. November 1898                                |
| Oberst                      | Georg von Gayl                        | 25. November 1898 bis                                              |
|                             | Erich von Gündell                     | 1904 bis 1906                                                      |
|                             | Karl von Katzler genannt von Podewils | 1906 bis 1907                                                      |
|                             | Kurt von Kehler                       | 1907 bis 1911                                                      |
|                             | Maximilian von Pfuel                  | 1911 bis 1914                                                      |
|                             | Alfred Krüger                         | bis 6. August 1914                                                 |
| Oberst                      | Ernst von Below                       | 18. August bis 2. Dezember 1914                                    |
| Major/Oberstleutnant/Oberst | Wilhelm Hundrich                      | 02. Dezember 1914 bis 15. August 1918                              |
| Major                       | Hans Koeppen                          | 15. August bis 29. September 1918                                  |
| Major                       | Hans Witte                            | 29. September 1918 bis zum Kriegsende                              |